# Johannes Ritterbecks
Johannes Ritterbecks (* 29. September 1908 in Brackel; † 13. Dezember 1965) war ein deutscher Politiker (CDU). Er war von 1958 bis 1962 Mitglied des Landtags von Nordrhein-Westfalen.

## Leben
Nach der Volksschule absolvierte Johannes Ritterbecks eine Lehre als Schlosser. Von 1925 bis 1928 arbeitete er in diesem Beruf. Schon während der Weimarer Republik war Ritterbecks politisch und gewerkschaftlich engagiert. Er war seit 1924 Mitglied der Zentrumspartei, des Windthorstbundes und der Christlichen Gewerkschaften Deutschlands. Von 1928 bis 1930 besuchte Ritterbecks die Tagesfachschule für Wirtschaft und Verwaltung in Düsseldorf, war dann Angestellter beim Arbeitsamt Dortmund, bis er im Jahr 1933 aus politischen Gründen entlassen wurde. Von 1936 bis 1940 war Ritterbecks als Angestellter tätig, zwischen 1940 und 1945 leistete er Kriegsdienst im Zweiten Weltkrieg und geriet in Kriegsgefangenschaft. Nach Kriegsende arbeitete er wieder für das Dortmunder Arbeitsamt, von 1947 bis 1961 wurde er Leiter der Arbeitsamtnebenstelle in Lünen. 
Im Jahr 1946 trat Ritterbecks in die CDU ein, 1948 wurde er 2. Vorsitzender der Ortsunion Dortmund-Körne und Mitglied des Kreisvorstandes der CDU. Von 1952 bis 1961 war er Ratsherr der Stadt Dortmund. Bei der Landtagswahl 1958 wurde Ritterbecks im Wahlkreis 106 (Dortmund I) als Direktkandidat der CDU in den nordrhein-westfälischen Landtag gewählt. Er war Abgeordneter vom 21. Juli 1958 bis zum 20. Juli 1962.